# Weer
Weer ist eine Gemeinde mit 1786 Einwohnern (Stand 1. Jänner 2024) im Bezirk Schwaz in Tirol (Österreich), im Inntal, 20 km östlich von Innsbruck. Die Gemeinde liegt im Gerichtsbezirk Schwaz.

## Geografie
Das Haufendorf befindet sich auf dem östlichen Teil des Murkegels des Weerbaches in einer Seehöhe von 558 Metern. Der Weerbach (ein kleiner Seitenbach des Inns) entspringt in den Tuxer Voralpen und bildet die Grenze zwischen den Bezirken Schwaz und Innsbruck-Land sowie zwischen den beiden Gemeinden Weer und Kolsass. Südlich des Ortes liegt in den Tuxer Alpen das Geiseljoch, über das ein für öffentlichen Fahrzeugverkehr gesperrter Fahrweg in das Tuxertal führt.
Von der Gesamtfläche von 561 Hektar wird fast die Hälfte landwirtschaftlich genutzt, dreißig Prozent sind bewaldet.

### Nachbargemeinden
|                  | Terfens                                     |      |
| Kolsass (IL)     | Kompassrose, die auf Nachbargemeinden zeigt | Pill |
| Kolsassberg (IL) | Weerberg                                    |      |

## Geschichte
Das Gebiet von Weer war schon früh besiedelt, wie Funde von Keramikscherben aus der Bronzezeit beweisen. Aus der Eisenzeit wurden neben Keramikscherben auch Siedlungsreste gefunden. Grabungen bei der Pfarrkirche zeigen, dass das Gebiet im letzten Jahrhundert vor unserer Zeitrechnung stark besiedelt war. Mit 15 nach Christus beginnt die römische Herrschaft, auf die zahlreiche Hof- und Flurnamen hinweisen. Die Römerstraße von Innsbruck innabwärts verlief durch Weer. Im 6. Jahrhundert kommen die Bajuwaren ins mittlere Inntal. Anfangs siedeln sie neben der einheimischen Bevölkerung, später roden und besiedeln sie höhere Lagen.
Die erste schriftliche Erwähnung von Weer findet sich auf einer lateinischen Schenkungsurkunde des Klosters Säben aus dem Jahr 1080. Es wurde darin auch dimidiam hobam in pago Weri sitam (‚eine halbe Hube, die im Ort Weri gelegen ist‘) verschenkt. Ein Meierhof von Meinhard II wird 1288 genannt. Dieser war mit einer Kirche verbunden, die an der gleichen Stelle wie die heutige Pfarrkirche stand. Deren ausgegrabene Fundamente stammen aus dem 8. Jahrhundert.
Weer erlebte im 16. Jahrhundert eine Blütezeit: Im Weerbach wurde Gold gewaschen, das am Kolsassberg abgebaute Eisen wurde verschmolzen, die Auen am Inn wurden gerodet und die Zahl der Bauernhöfe verdoppelte sich. Dies endete mit dem Niedergang des Schwazer Bergbaus.
Im 18. Jahrhundert wurde die alte gotische Kirche umgebaut. Nur Turm und Chor blieben erhalten, die übrigen Teile wurden neu errichtet. Die Decke wurde von Franz Anton Zeiller mit Fresken geschmückt.
An den Kämpfen bei der 3. Schlacht am Bergisel im Jahr 1809 beteiligten sich 85 Schützen aus Weer.
Bis zum Zweiten Weltkrieg war Weer ein Bauerndorf. Durch die Industrialisierung im Raum Wattens und Schwaz entwickelte sich eine rege Bautätigkeit, und so entstanden in den Ortsteilen Gries und Weerer Ebene zahlreiche Siedlungshäuser. Weer ist daher heute eine beliebte Wohngemeinde.

### Bevölkerungsentwicklung
Im 14. Jahrhundert wohnten etwa 14 Steuerzahler in Weer. Das Bevölkerungswachstum zeigt sich in der Zunahme auf 49 bäuerliche Haushalte im 15. Jahrhundert. Im Jahr 1816 wurden 87 Häuser und 460 Einwohner gezählt.
| Weer: Einwohnerzahlen von 1869 bis 2024             | Weer: Einwohnerzahlen von 1869 bis 2024 | Weer: Einwohnerzahlen von 1869 bis 2024 | Weer: Einwohnerzahlen von 1869 bis 2024 | Weer: Einwohnerzahlen von 1869 bis 2024 |
| --------------------------------------------------- | --------------------------------------- | --------------------------------------- | --------------------------------------- | --------------------------------------- |
| Jahr                                                |                                         |                                         |                                         | Einwohner                               |
| 1869                                                | 1869                                    |                                         | 473                                     | 473                                     |
| 1880                                                | 1880                                    |                                         | 466                                     | 466                                     |
| 1890                                                | 1890                                    |                                         | 484                                     | 484                                     |
| 1900                                                | 1900                                    |                                         | 473                                     | 473                                     |
| 1910                                                | 1910                                    |                                         | 559                                     | 559                                     |
| 1923                                                | 1923                                    |                                         | 594                                     | 594                                     |
| 1934                                                | 1934                                    |                                         | 586                                     | 586                                     |
| 1939                                                | 1939                                    |                                         | 629                                     | 629                                     |
| 1951                                                | 1951                                    |                                         | 777                                     | 777                                     |
| 1961                                                | 1961                                    |                                         | 889                                     | 889                                     |
| 1971                                                | 1971                                    |                                         | 1.195                                   | 1.195                                   |
| 1981                                                | 1981                                    |                                         | 1.313                                   | 1.313                                   |
| 1991                                                | 1991                                    |                                         | 1.341                                   | 1.341                                   |
| 2001                                                | 2001                                    |                                         | 1.383                                   | 1.383                                   |
| 2011                                                | 2011                                    |                                         | 1.547                                   | 1.547                                   |
| 2021                                                | 2021                                    |                                         | 1.706                                   | 1.706                                   |
| 2024                                                | 2024                                    |                                         | 1.786                                   | 1.786                                   |
| Quelle(n): Statistik Austria, Gebietsstand 1.1.2021 |                                         |                                         |                                         |                                         |

## Kultur und Sehenswürdigkeiten

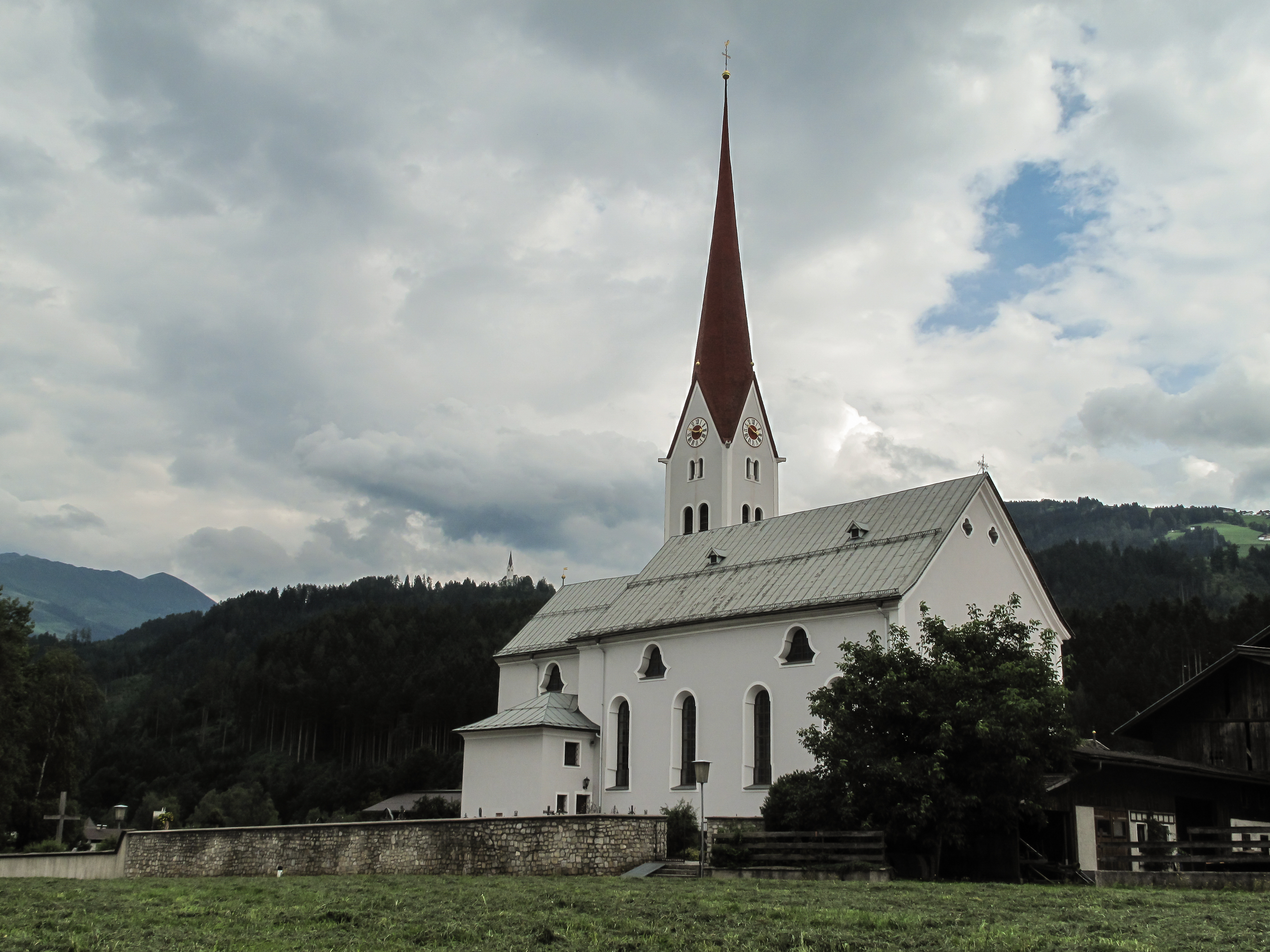
Pfarrkirche Weer

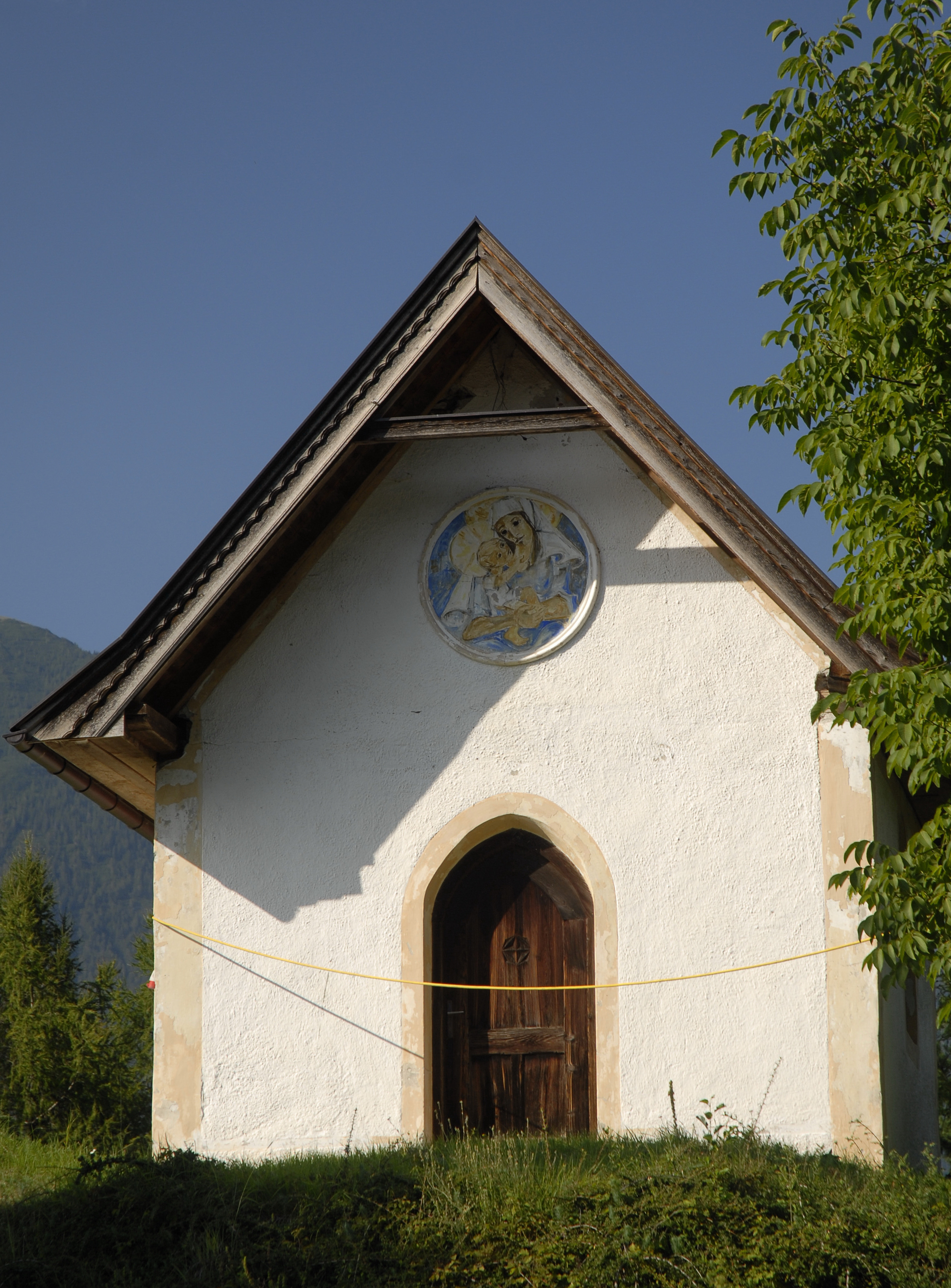
Spielwangerkapelle

- Katholische Pfarrkirche Weer hl. Gallus

## Wirtschaft und Infrastruktur

### Wirtschaftssektoren
Von den landwirtschaftlichen Betriebe des Jahres 2010 wurden zehn im Haupt-, 16 im Nebenerwerb, eine von einer Personengesellschaft und zwei von juristischen Personen geführt. Diese zwei bewirtschafteten fast zwei Drittel der Flächen. Im Produktionssektor ist die Bauwirtschaft dominant. Sie beschäftigt mehr als 80 Prozent der dortigen Erwerbstätigen. Im Dienstleistungssektor sind die Bereiche soziale und öffentliche Dienste, Handel und Beherbergung und Gastronomie die wichtigsten Arbeitgeber (Stand 2011).
| Wirtschaftssektor            | Anzahl Betriebe | Anzahl Betriebe | Erwerbstätige | Erwerbstätige |
| Wirtschaftssektor            | 2011            | 2001            | 2011          | 2001          |
| ---------------------------- | --------------- | --------------- | ------------- | ------------- |
| Land- und Forstwirtschaft 1) | 29              | 36              | 21            | 19            |
| Produktion                   | 18              | 18              | 170           | 138           |
| Dienstleistung               | 89              | 53              | 297           | 336           |

1) Betriebe mit Fläche in den Jahren 2010 und 1999

### Arbeitsmarkt, Pendeln
Im Jahr 2011 lebten rund 800 Erwerbstätige in Weer. Davon arbeitete ein Fünftel in der Gemeinde, vier Fünftel pendelten aus. Über 300 Menschen aus der Umgebung pendelten zur Arbeit nach Weer.

### Verkehr
- Eisenbahn: Auf der anderen Innseite verläuft die Unterinntalbahn. Dort befindet sich auf Terfner Gemeindegebiet die Haltestelle Terfens-Weer, die von der S-Bahn Tirol bedient wird.
- Straße: Durch die Gemeinde verlaufen die Tiroler Straße B171 und die Inntal Autobahn A12.

## Politik

### Gemeinderat
Bei den Gemeinderatswahlen werden 13 Mandate vergeben:
| Partei                                                 | 2022    | 2022    | 2016 | 2016    | 2010 |
| Partei                                                 | Prozent | Mandate | %    | Mandate | %    |
| ------------------------------------------------------ | ------- | ------- | ---- | ------- | ---- |
| Allgemeine Weerer Liste                                | 37,31   | 5       | 72,1 | 10      | 37,0 |
| Wir für Weer sozial – unabhängig – anders              | 13,03   | 2       | 27,9 | 03      | 15,2 |
| Freiheitliche Unabhängige Liste Weer                   | 04,18   | 0       |      |         |      |
| Menschen Freiheit Grundrechte                          | 06,57   | 0       |      |         |      |
| Lebensraum Weer, Bürgermeisterkandidat Johannes Irowec | 38,91   | 5       |      |         |      |
| Gemeinsam für Weer Bgm. Franz Unterlechner             |         |         |      |         | 47,8 |

### Bürgermeister
Bürgermeister von Weer ist Markus Zijerveld.

### Wappen
Blasonierung: Ein von Schwarz und Gold gespaltener Schild mit einer goldenen Sonne im schwarzen Feld, vier blauen, schräglinks geführten Wellenlinien und einer farbverwechselten Schüssel im Schildfuß.
Das 1972 verliehene Gemeindewappen erinnert mit der Sonne als Sinnbild des Goldes und der Schüssel an die vom 16. bis ins 19. Jahrhundert betriebene Goldwäscherei am Weerbach, für den die blauen Wellenlinien stehen.

## Persönlichkeiten
- Veit Graber (1844–1892), Zoologe